# Бриоско
Брио̀ско (на италиански: Briosco, на западноломбардски: Briusch, Бриуск) е градче и община в Северна Италия, провинция Монца и Брианца, регион Ломбардия. Разположено е на 271 m надморска височина. Населението на общината е 5955 души (към 2010 г.).
До 2004 г. общината е част от провинция Милано.